# Ildo-dong
Ildo-dong (koreanska: 일도동) äär en stadsdel i staden Jeju på norra delen av ön Jeju och provinsen Jeju i den södra delen av Sydkorea, 500 km söder om huvudstaden Seoul. 
Administrativt är Ido-dong indelat i:
| Namn    | Namn            | Yta i km² | Invånare 31 dec 2018 |
| ------- | --------------- | --------- | -------------------- |
| 일도1동 | Ildo 1(il)-dong | 0,31      | 2 993                |
| 일도2동 | Ildo 2(i)-dong  | 2,19      | 34 684               |